# Oneohtrix Point Never
Daniel Lopatin (ur. w 1982 roku w Bostonie) – amerykański muzyk elektroniczny, występujący głównie pod pseudonimem Oneohtrix Point Never. Współzałożyciel wytwórni Software. Występował w Polsce na festiwalach takich jak Off Festival, Tauron Nowa Muzyka Katowice, Sacrum Profanum czy Unsound.
Lopatin jest też producentem muzycznym, współpracował z takimi artystami jak: The Weekend, James Blake, Ishmael Butler, Charli XCX, Kelsey Lu, Iggy Pop, Rosalia, Anohni, FKA Twigs, David Byrne, Moses Sumney, MGMT czy Nine Inch Nails.

## Życiorys
Urodził się w rodzinie rosyjskich emigrantów, a dzieciństwo spędził w Nowej Szkocji. Jego matka uczyła gry na fortepianie, a ojciec do 1969 r. udzielał się muzycznie. Na 18 urodziny Lopatin dostał w prezencie sampler i zaczął komponować. Po krótkim pobycie na Berkeley University, niezadowolony ze szkoły, przeniósł się do Brooklynu, gdzie rezyduje do dziś. Ukończył Pratt Institute, gdzie zdobył tytuł magistra z bibliotekarstwa i zarządzania informacją. Jego przyjęty w 2006 r. pseudonim wywodzi się od bostońskiej stacji Magic FM; natomiast pierwszy album dla dużej wytwórni nagrał w 2010 – był to Returnal, wydany przez Editions Mego. Rok później pojawiła się Replica, wykorzystująca sample reklam telewizyjnych z lat 80. W 2013 artysta wydał album "R Plus Seven" w wytwórni Warp, z którą związany jest do dzisiaj.

## Częściowa dyskografia

### Albumy
- Betrayed In The Octagon (2007, Deception Island; 2009, No Fun)
- Transmat Memories (2008, Taped Sound)
- Russian Mind (2008, No Fun)
- Zones Without People (2009, Arbor)
- Rifts (2009, No Fun)
- Returnal (2010, Editions Mego)
- Replica (2011, Mexican Summer/Software)
- Rifts – box set, zawierający utwory z LP Betrayed In The Octagon, Zones Without People oraz Russian Mind i pierwsze EP (2013; Editions Mego)
- R Plus Seven (2013, Warp)
- Garden of Delete (2015, Warp)
- Good Time (2017, Warp)
- Age Of (2018, Warp)
- Magic Oneohtrix Point Never (2020, Warp)
- Again (2023, Warp)

#### Daniel Lopatin ITim Hecker
- Instrumental Tourist (2012, Mexican Summer/Software)

#### Ford & Lopatin
- „Channel Pressure” (2012, Software)